# Alex Obert
Alexander „Alex“ Frederick Obert (* 18. Dezember 1991 in Yorba Linda, Kalifornien) ist ein Wasserballspieler aus den Vereinigten Staaten. Er gewann 2024 die olympische Bronzemedaille. Dreimal siegte er mit dem Team der Vereinigten Staaten bei den Panamerikanischen Spielen.

## Sportliche Karriere
Alex Obert graduierte 2016 an der University of the Pacific, für die er zuvor auch als Wasserballspieler aktiv war. 2024 spielte Obert bei VK Jug Dubrovnik. Der fast zwei Meter große Obert wirkt im Normalfall auf der Position des Centerverteidigers.
Ab 2013 spielte Obert in der Nationalmannschaft.  Bei der Weltmeisterschaft 2013 in Barcelona schied das US-Team im Achtelfinale gegen die Spanier aus. 2015 bei der Weltmeisterschaft in Kasan erreichte Obert mit dem Nationalteam den siebten Platz. Sein einziges Turniertor warf Obert im Vorrundenspiel gegen Italien. Bei den Panamerikanischen Spielen 2015 gewann er mit dem US-Team seinen ersten Titel vor den Brasilianern. Obert warf insgesamt vier Tore. 2016 bei den Olympischen Spielen in Rio de Janeiro belegte die US-Mannschaft den zehnten Platz. Obert warf insgesamt zwei Turniertore.
2017 belegte das US-Team bei der Weltmeisterschaft in Budapest den 13. Platz. Zwei Jahre später erreichte die Mannschaft den neunten Platz bei der Weltmeisterschaft in Gwangju. Im Finale der Panamerikanischen Spiele 2019 siegte das Team aus den Vereinigten Staaten gegen Kanada. Bei den 2021 ausgetragenen Olympischen Spielen in Tokio unterlag Obert mit seiner Mannschaft im Viertelfinale den Spaniern mit 8:12, wobei Obert in diesem Spiel zwei der acht Tore erzielte. In den Platzierungsspielen erreichte die Mannschaft den sechsten Platz.
Bei den Panamerikanischen Spielen 2023 siegte das US-Team vor den Brasilianern. 2024 erreichte die US-Mannschaft bei der Weltmeisterschaft 2024 nur den neunten Rang. Bei den Olympischen Spielen in Paris belegte das US-Team den dritten Platz in seiner Vorrundengruppe. Im Viertelfinale gewann das Team im Penaltyschießen gegen die Australier. Nach einem 6:10 im Halbfinale gegen Serbien bezwang die Mannschaft aus den Vereinigten Staaten im Spiel um Bronze die Ungarn im Penaltyschießen, nachdem es am Ende der regulären Spielzeit 8:8 gestanden hatte.